# DANCEROID
DANCEROID（ダンスロイド）は、日本の女性ネット・ダンス・ヴォーカル・グループ。Beautiful Group所属。2014年7月解散。

## 概要
メンバーは、インターネット上の動画共有サイトニコニコ動画の「踊ってみた」カテゴリに投稿する踊り手により構成される。
2009年10月12日にニコニコミュニティ内でグループ結成、後の22日にグループ名を発表。
2009年12月29日、初のDVDを発売。その後各イベント出演を中心に活動している。単独でニコニコ動画への投稿も継続している。
2014年7月26日、事務所との契約終了により解散した。

## メンバー

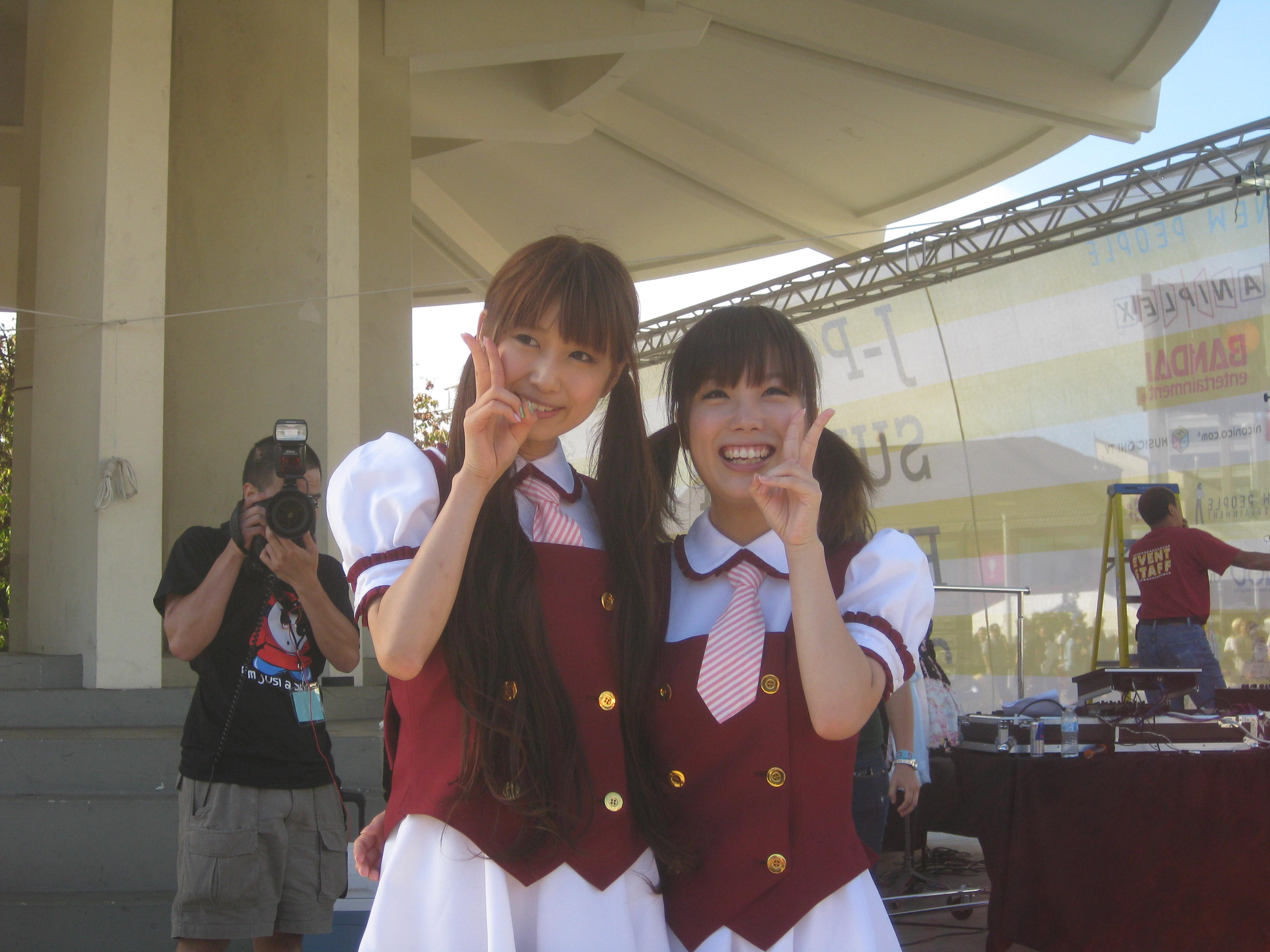
2011年

結成当初は3人だったが、2010年4月17日のライブをもってメンバーの1人が卒業。その後新メンバーオーディションを行い、2010年9月11日より5人体制となり、2011年7月10日のワンマンSHOWでメンバーから1人卒業し4人体制。更に2012年9月に1人が卒業。これを受けて3期メンバーのオーディションを実施し、7人体制となった。

### 1期メンバー
- いとくとら（いくら 1989年8月28日 - 兵庫県出身）リーダー
  - 2008年5月22日に踊り手デビュー。当初は「赤い鼻水」を流す不気味なマスクを着用していたが、後に顔出しに切り替えた。
  - DANCEROID結成時にリーダーに就任。
  - 妹と共演したこともある。姉妹共にバレエ経験者であり、バレエ経験を活かした踊りが特徴。
  - DUSTMEMORYNOTHANKS (DMNT) やOdolDaysなどでファッションモデルとしても活躍。『KERA』2011年3月号、2012年2月号にもモデルとして掲載されている。
  - 2012年1月には、au（KDDI）のスマートフォンアプリ総合情報サイト「This is My5.」のCM「アイドル志望少女篇」にソロ出演。

### 2期メンバー
- まぁむ（1989年12月9日 - 東京都出身）
  - 他の2期メンバー2人と共に2010年10月16日に踊り手デビュー。
  - 2期メンバーでただ一人ソロ活動開始は遅れていたが、2011年6月28日にソロ動画投稿を開始。
- 柚姫 （ゆずき 1991年7月18日 - 群馬県出身）
  - 群馬県の服飾関係の専門学校に通っていたため、DANCEROIDのステージ衣装のデザインも担当。公式サイトを通じ、ファン向けに販売もされている。
  - 2011年2月17日、本格的なソロ活動を開始。
  - 高校時代レイヤーだったため、現在でもコスプレ画像をブログにアップすることもある。

### 3期メンバー
- さつき（1994年10月16日 - 茨城県出身）
  - 2011年11月4日に踊り手デビュー。
  - 2012年11月17日のDANCEROIDメンバー発表イベントで第3期メンバーに選ばれた。
- まなこ（1996年3月3日 - 神奈川県出身）
  - 2012年10月28日に踊り手デビュー。
  - 2012年11月17日のDANCEROIDメンバー発表イベントで第3期メンバーに選ばれた。
- 本宮麻里絵（もとみや まりえ 1991年4月26日 - 大阪府出身）
  - 2012年10月19日に踊り手デビュー。
  - 2012年11月17日のDANCEROIDメンバー発表イベントで第3期メンバーに選ばれた。
- やっこ（1995年9月28日 - 群馬県出身）
  - 2011年9月29日に踊り手デビュー。
  - 2012年11月17日のDANCEROIDメンバー発表イベントで第3期メンバーに選ばれた。

### 旧メンバー
- ミンカ・リー（11月11日（生年未公開） - 大阪府出身）1期メンバー
  - 2008年12月に踊り手デビュー。メイドのコスプレをして踊る。
  - アニメ『マクロスF』の「ランカ・リー」をもじって命名。
  - 2010年4月17日のライブをもって卒業。以降もニコニコ動画での活動は継続。オリジナルメイド服の制作・販売も行っている。
  - 2011年8月、年度内の引退を表明。宣言通り2012年3月をもって踊り手を引退している。
- COCO （ここ 2月14日 - 、東京都出身）2期メンバー
  - 2010年12月ソロでの動画投稿を開始。
  - 2011年7月10日のワンマンSHOWをもって卒業[2]。但しニコニコ動画での活動は当面継続。
- 愛川こずえ（あいかわ こずえ 1991年10月25日 - 東京都出身）
  - 2008年8月に踊り手デビュー。主にハロー!プロジェクトの曲をコピーして投稿していた。
  - ハロプロなどのアイドルグループのファンでもあり、特に嗣永桃子のファンという。たびたびブログでもハロプロファンぶりを披露している。
  - 踊り手になる前はハロプロのオーディションを受けたこともある[3]。
  - DANCEROID結成前の2009年7月に投稿した「ルカルカ★ナイトフィーバー」で初めての振付を行い、ニコニコ動画で300万再生、YouTubeで600万再生を記録。ゲーム『初音ミク -Project DIVA- extend』（PSP専用ソフト）でも振付が採用され、自らモーションアクターも担当[4]。
  - 2012年に入り体調不良を訴え、9月1日のライブをもってグループを卒業。以降はソロ動画の投稿などの活動は継続しつつ、次の展開への準備を進めている。

## ディスコグラフィー
- DVD
  - 「DANCEROID1」（2009年12月29日）
  - 「DANCEROID2」（2011年4月16日）
  - 「DANCEROID3」（2011年4月16日）
- CD
  - 「DANCEROID -Official Sound track-」（2011年4月16日）
- 限定DVDBOX
  - 「DANCEROID 限定DVDBOX」（2011年4月16日）
    - 同日に発売されたDVD・CDを封入した限定品
- コンピレーション
  - 「ANIME HOUSE BEST MIX feat.DANCEROID」（2010年11月24日）

## 出演

### CM
- いえらぶ.jp（2011年 ㈱いえらぶGROUP、いとくとら・愛川こずえ）
- This is My5.（2012年 KDDI、いとくとら）

### TV
- 2010年12月17日 「はなまるマーケット」 TBS系列
- 2012年4月～ 「非公認戦隊アキバレンジャー」 BS朝日・TOKYO MX（愛川こずえ）

### インターネット
- アイドル好きが止まらない!!（2011年、Kawaii girl Japan 愛川こずえ）
  - レナ（バニラビーンズ）・浦えりか（中野風女シスターズ）と共に参加
- galaxias!踊ってみた（2011年12月14日〜25日） お手本動画をニコニコ動画に投稿

### ゲーム
- 初音ミク -Project DIVA- シリーズ
  - extend（PSP専用ソフト 愛川こずえ・モーションアクター）
  - Arcade（アーケードゲーム extendからの移植）
- maimai（アーケードゲーム 全員・PV出演）
- Dance Evolution ARCADE（アーケードゲーム 愛川こずえ・自身考案の振付が採用）

### 単独ライブ
- 2009年12月29日 DVD発売記念ワンマンライブ（原宿アストロホール）
- 2010年4月17日 DANCEROID FES!! vol.1（新宿MARZ）
- 2010年7月4日 DR×HL！～FirstKiss!うp記念パーティー～（中野『Honeyland』）
- 2010年11月28日 DANCEROID FES SP!（赤坂BLITZ）
- 2010年12月9日 DANCEROID まぁむバースデーイベント（中野『Honeyland』）
- 2011年7月10日 DANCEROID DVD発売記念ワンマンSHOW!!（芝浦『Studio Cube326』）
- 2011年12月23日 DANCEROID Fes in 台北　VOL.01 ～X`mas Special Live Party!!～（台湾・台北）
- 2012年3月20日～5月13日 DANCEROID Fes 1st TOUR ～がーるずびー あんびしゃす！～

### イベント出演
- 2009年12月30日 ニコニコ年忘れ09～Play back 3years～（大宮ソニックシティ大ホール）
- 2010年2月20日 ニコニコ大会議2009-2010 「ニコニコ動画(9)全国ツアー」ファイナル 2Days in 東京 2nd day （JCBホール）
- 2010年3月9日 ミクの日感謝祭 39's Giving Day 初音ミク・ひるコンサート（ZeppTokyo）
- 2010年3月14日 秋葉開放計画A-GenerationⅡ（群馬県・高崎JAM）
- 2010年3月21日 第6回 日本橋ストリートフェスタ2010
- 2010年8月21日 富山こすぷれフェスタ☆2010（富山市民プラザ）
- 2010年9月11日 DANCEROID新メンバーオーディション最終審査（秋葉原 UDX2階 アキバスクエア）
- 2010年9月19日 東京ゲームショウ・SEGAイベントスペース（幕張メッセ）
- 2010年11月6日 第38回芝浦祭（芝浦工業大学豊洲キャンパス）
- 2010年12月12日 EOY 2010（シンガポール）
- 2011年5月21.21日 JapanGirlsMeeting出演（エプソン 品川アクアスタジアム）
- 2011年7月2日 MIKUNOPOLIS in LOS ANGELES（ノキアシアター）
- 2011年8月20日 富山こすぷれフェスタ☆2011（富山市民プラザ）
- 2011年8月27.28日 J-POP SUMMIT FESTIVAL 2011（サンフランシスコ）
- 2011年9月25日 上海ジャパンウィーク2011（2011年9月25日、上海外国語大学松江キャンパス大舞台）
- 2011年10月9日 VOC@LOADING PREMIUM STAGE（名古屋ダイアモンドホール）
- 2011年10月22日 ゲーマガフェス（恵比寿LIQUID ROOM）
- 2011年11月12日 明星和楽（ゲイツ (商業施設)）
- 2011年12月4日 TOKYO NICONICO COSPLLECTION presented by Cure（ニコファーレ）
- 2011年12月27日 Second Eden（Zepp Tokyo）
- 2011年12月31日 CDSM（カウントダウンしてみた） Count Down Special 2011～2012（川崎CLUB CITTA'）
- 2012年1月15日 Girl's Bomb ～2012 新春！アイドル音初めSP!!（東京キネマ倶楽部）
- 2012年2月19日 次世代GIRLS SELECTION～小桃音まい×Tokyo Cheer2 Party×アイドルカレッジ×DANCEROID×AeLL.×フルーティー～（吉祥寺CLUB SEATA）
- 2012年3月9日 初音ミクコンサート 最後のミクの感謝祭（TOKYO DOME CITY HALL）

## コラボレーション
- DANCEROID×CANDY FURUIT OPTICAL[5]

メンバーのイメージに合わせた伊達メガネが数量限定で発売された。